# Felix Heumann
Felix Heumann (* 15. Januar 1869 in Königsberg (Preußen); † 9. Juni 1932 ebenda) war ein deutscher Maschinenbau-Ingenieur und Unternehmer. Heumann war Stadtverordneter und Präsident der Industrie- und Handelskammer zu Königsberg. Er war von 1921 bis 1932 Mitglied im Preußischen Staatsrat.

## Leben
Felix Heumann wurde als Sohn von Fritz Heumann (1835–1905) geboren. Fritz Heumann war Inhaber der von Leopold Steinfurt in Königsberg gegründeten Waggonfabrik Steinfurt, eines der größten Industriebetriebe in Ostdeutschland. Er heiratete 1867 in zweiter Ehe Laura Ludowika Ida (1838–1873), die Tochter von Leopold Steinfurt und Mutter von Felix.
Heumann studierte Maschinenbau an der Technischen Hochschule (Berlin-)Charlottenburg, bestand das 1. Staatsexamen und begann ein Referendariat als Regierungsbauführer. Seine praktische Ausbildung absolvierte er im Eisenbahnbereich von Siemens-Schuckert. 1905 übernahm er von seinem Vater die Leitung der Waggonfabrik, nachdem er bereits ein Jahr zuvor Teilhaber geworden war. 1906 wurde die Rechtsform in eine GmbH geändert. Konrad Gaedeke, Bankier im Bankhaus Jacobi und Mitgründer Königsberger Zellstofffabrik, wurde zum Aufsichtsratsvorsitzenden bestellt.
Heumann wurde Stadtverordneter und 1918 erster Präsident der Industrie- und Handelskammer zu Königsberg. 1921 bis 1925 gehörte er dem Provinziallandtag der Provinz Ostpreußen an. Ab Mai 1921 war er für die Deutsche Volkspartei Mitglied in der Arbeitsgemeinschaft im Preußischen Staatsrat, ein Mandat, das er bis zu seinem Tod 1932 ausübte. 1922 wurde das Unternehmen in eine Aktiengesellschaft umgewandelt, deren Vorstandsvorsitz Heumann selbst übernahm. Nach dem Ersten Weltkrieg erlebte das Werk einen kurzen Aufschwung, da die als Reparationsleistungen an das Ausland abgegebenen Wagen dringend ersetzt werden mussten. Auch das Straßenbahngeschäft entwickelte sich erfreulich. Das Unternehmen fertigte nun nach einer Werbebroschüre Güter-, Personen- und Spezialwagen aller Art für Normal- und Schmalspur, Straßenbahnwagen, Transport- und Ackerwagen, Karosserien, Gesenkschmiedestücke als Massenartikel, Eisen- und Metallguss, insbesondere Handels-, Ofen- und Herdguss aber auch Holzmaterial für Bau- und Tischlerzwecke sowie Schulmöbel.
Heumann selbst war Aufsichtsratsmitglied in zahlreichen Königsberger Unternehmen, saß im Ortsausschuss Königsberg der Diskontogesellschaft und war Mitglied im Reichswirtschaftsrat. Für seine Verdienste erhielt er den Titel eines Kommerzienrates und von der Albertus-Universität Königsberg die Ehrendoktorwürde. Er starb am 9. Juni 1932, im Alter von 63 Jahren, in seiner Geburtsstadt Königsberg.